# Entre (álbum de Paulo César Baruk)
Entre é o décimo primeiro trabalho musical do cantor cristão Paulo César Baruk, lançado em maio de 2013 pela gravadora Salluz. O disco comemora os 17 anos de carreira do músico com várias participações especiais.
A obra foi produzida pelo próprio Baruk, e é um resgate de seus maiores sucessos, incluindo a inédita "Senhor do Tempo", também lançada em videoclipe no dia 14 de abril, que atingiu 140 mil visualizações no YouTube em menos de um mês. O projeto vinha sendo produzido desde o ano de 2012, mas por conta das participações especiais, o trabalho teve seu lançamento atrasado para o ano de 2013.
O teaser do álbum foi divulgado no mês de abril. A capa do projeto foi divulgada ainda em 2012, porém esta foi mudada logo antes do lançamento, por motivos não divulgados.
Entre recebeu três indicações ao Troféu Promessas, sendo "Senhor do Tempo" em "Melhor Música" e "Melhor Clipe" e o CD na categoria "Melhor Álbum".

## Faixas
1. "Dependo de Ti" (part. Nívea Soares)
2. "O meu Querer" (part. André Valadão)
3. "Reina em Mim" (part. Marcus Salles)
4. "Espera em Deus" (part. Soraya Moraes)
5. "Quanto Amor" (part. Eyshila)
6. "Não Há Outro Lugar" (part. Juliano Son e Hélvio Sodré)
7. "Em Todo Tempo" (part. Silveira)
8. "Jardim da Inocência" (part. Fernandinho)
9. "Basta a Ti Clamar" (part. Danielle Cristina)
10. "Te Amo Tanto" (part. Fernanda Brum)
11. "Viver o Amor" (part. Luiz Arcanjo)
12. "Senhor do Tempo"